# Campushalle
 (avril 2025).
Si vous disposez d'ouvrages ou d'articles de référence ou si vous connaissez des sites web de qualité traitant du thème abordé ici, merci de compléter l'article en donnant les références utiles à sa vérifiabilité et en les liant à la section « Notes et références ».
La Campushalle (Flens-Arena entre 2012 et 2023) est une salle omnisports située à Flensbourg dans le Land de Schleswig-Holstein en Allemagne. La salle est principalement utilisée pour les rencontres de handball, notamment par le club résident du SG Flensburg-Handewitt. 
Elle est située à proximité de l'Université de Flensbourg (de) et de l'Université de Sciences Appliquées de Flensbourg.

## Liste des équipes sportives

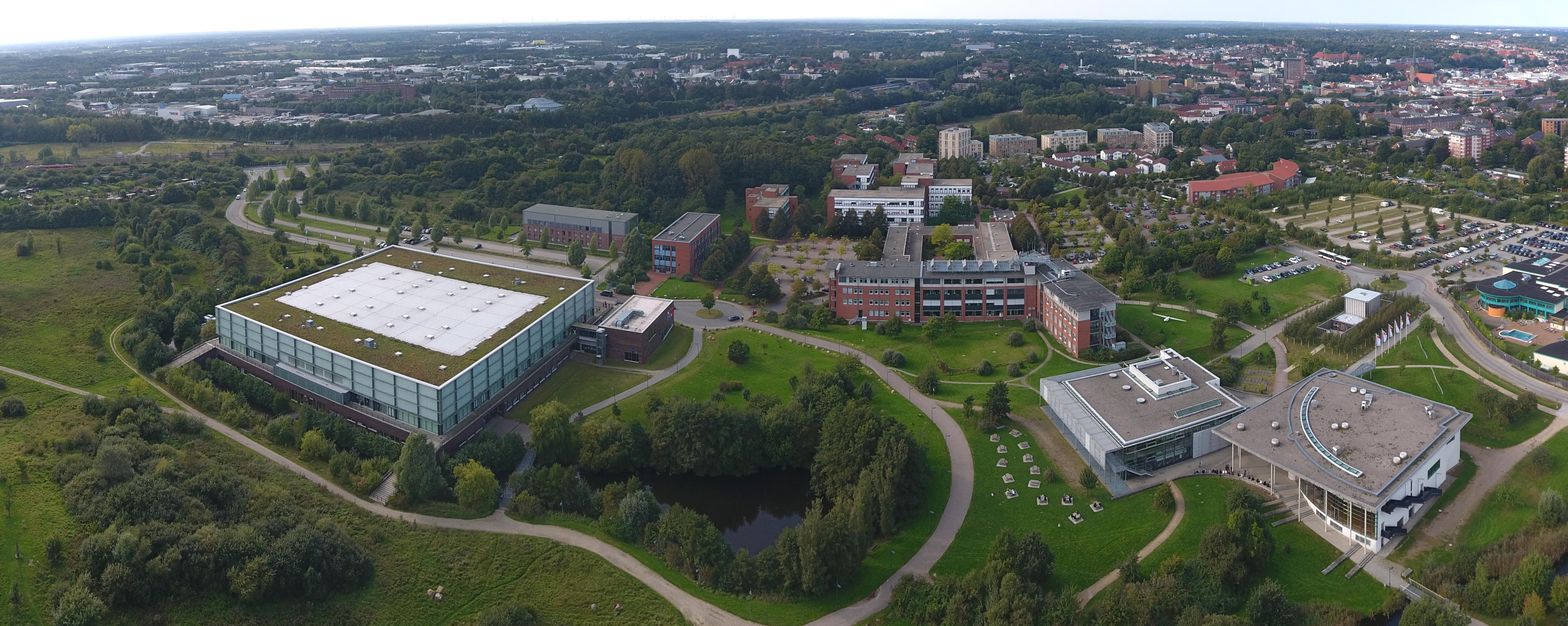
La Campushalle (gauche) et le Campus de l'Université de Sciences Appliquées (Septembre 2016).

- Handball : SG Flensburg-Handewitt